# Verwaltungsgemeinschaft Saale-Sormitz-Höhen
In der Verwaltungsgemeinschaft Saale-Sormitz-Höhen im heutigen thüringischen Saale-Orla-Kreis hatten sich zuletzt zwölf Gemeinden zur Erledigung ihrer Verwaltungsgeschäfte zusammengeschlossen.

## Die Gemeinden
- Altengesees
- Burglemnitz
- Eliasbrunn
- Gahma
- Gleima (1995 durch Eingemeindung nach Gahma ausgeschieden)
- Liebengrün
- Liebschütz
- Rauschengesees
- Remptendorf
- Ruppersdorf
- Thierbach
- Thimmendorf
- Weisbach

## Geschichte
Die Verwaltungsgemeinschaft wurde am 25. November 1993 gegründet. 1995 schied Gleima durch Eingemeindung aus. Bis auf Liebschütz wurden alle Gemeinden der Verwaltungsgemeinschaft durch die Gemeindegebietsreform in Thüringen vom 1. Juli 1999 nach Remptendorf eingemeindet. Für Liebschütz nahm Remptendorf die Verwaltungsaufgaben im Sinne einer Verwaltungsgemeinschaft als erfüllende Gemeinde wahr.

### Einwohnerentwicklung
Entwicklung der Einwohnerzahl (Stand: jeweils 31. Dezember):
| - 1994: 4442 - 1995: 4470 - 1996: 4451 | - 1997: 4469 - 1998: 4415 |

 Datenquelle: Thüringer Landesamt für Statistik